# Óbudavár
Óbudavár is een plaats (község) en gemeente in het Hongaarse comitaat Veszprém. Óbudavár telt 56 inwoners (2001).